# Proton Bus Simulator
Cet article possède un paronyme, voir Bus Simulator (homonymie).
 (11 septembre 23).
Proton Bus Simulator est un jeu vidéo gratuit de simulation de bus développé par MEP, sorti en 2017. Actuellement, le jeu est uniquement disponible pour Windows et Android, avec plus de 5 millions de téléchargements.

## Gameplay
Normalement, les utilisateurs de PC devraient déplacer le bus sans problème, en maintenant la touche E pour démarrer le bus et en appuyant sur M pour démarrer le moteur, pour se déplacer 'W' pour marcher 'S' pour ralentir, 'D' pour déplacer le bus quelque part, ou ils peuvent utiliser la souris et pointer la souris vers l'endroit où le bus va se déplacer.
Actuellement, le jeu a 5 cartes, étant Fiktivdorf, Uipe, Pôle Industriel, Aricanduva et Longeee, les plus lourdes sont : Pôle Industriel et Fiktivdorf et ne sont pas recommandées pour les vieux et mauvais PC, Aricanduva est la plus grande carte qu'il possède. 21 lignes avec 3 terminaux, Vila Sabrina, Monte da Rocha et Shaze, avec sa plus grande ligne : la 7700-51 TP et la 7700-51 TS dont le temps de trajet est de 2 heures.

## Mises à jour
La version v246 a apporté une carte factice de l'Europe Fiktivdorf et des modifications téléchargeables réservées aux auteurs, ainsi que des corrections pour PC et Android. Puis, la version v247 a apporté une autre carte Uipe, une carte de montagne.
Après la v251, les utilisateurs pourront créer ou placer un mod de carte pour faciliter la création d'une carte (bien sûr, il y a 3 cartes dans le jeu), c'était une percée dans le jeu, car les utilisateurs pourront jouer les nouvelles cartes, dans la même version. Le bus est arrivé via3p, uniquement pour les utilisateurs contributeurs.
La version v255/257 a apporté un support gratuit pour les livrets informatiques bon marché, ce qui a facilité le changement de direction du bus à un moment ultérieur. Le support de la V258 pour la carte Aricanduva HD est arrivé, pour les PC puissants uniquement.
Les utilisateurs peuvent également ajouter et créer des modifications de bus, ce qui permet d'ajouter facilement des véhicules au simulateur pour le plaisir, à tel point que l'équipe MEP demande aux utilisateurs de créer des modifications pour aider à cette option ainsi que des natifs.
En avril 2021, le jeu est toujours en version bêta.